# Atherigona biseta
Atherigona biseta är en tvåvingeart som beskrevs av Karl 1939. Atherigona biseta ingår i släktet Atherigona och familjen husflugor. Inga underarter finns listade i Catalogue of Life.